# Ростов (галерея)
Ростов — художественная галерея, открытая в Ростове-на-Дону в 2018 году.

## История галереи
Галерея «Ростов» была создана в 2018 году по инициативе ростовского предпринимателя Сергея Гайдука. Согласно экспертному опросу портала donnews.ru, открытие галереи «Ростов» стало одним из самых заметных событий в культурной жизни Ростова-на-Дону в 2018 году.
Куратор галереи Ирина Ровер подготовила и открыла первую выставку галереи «Ростов-на-Дону. Улицы, дома, воспоминания» в июне 2018 года.
Во время пандемии COVID-19 галерея «Ростов» реализовала в соцсетях проект «Простые разговоры», ежедневно публикуя интервью с современными художниками из России и из-за рубежа. Среди героев «Простых разговоров» — Зоя Черкасская, Слава ПТРК, Татьяна Лусегенова, Сергей Ковалевский-Миссер, Ирина Мотыкальская и многие другие художники.
В апреле 2021 года в галерее «Ростов» стартовал арт-проект «Ничего страшного», посвященный уличному искусству. Он включал в себя арт-резиденцию, в рамках которой 10 уличных художников со всей России расписали стены галереи, выставку, работы для которой подготовил ряд авторов, а также конференцию, в ходе которой были обсуждены проблемы современного уличного искусства. Среди участников были такие известные художники, как Кирилл Кто, Валерий Чтак, Хаим Сокол, Дмитрий Гутов и другие.

## Расположение и работа

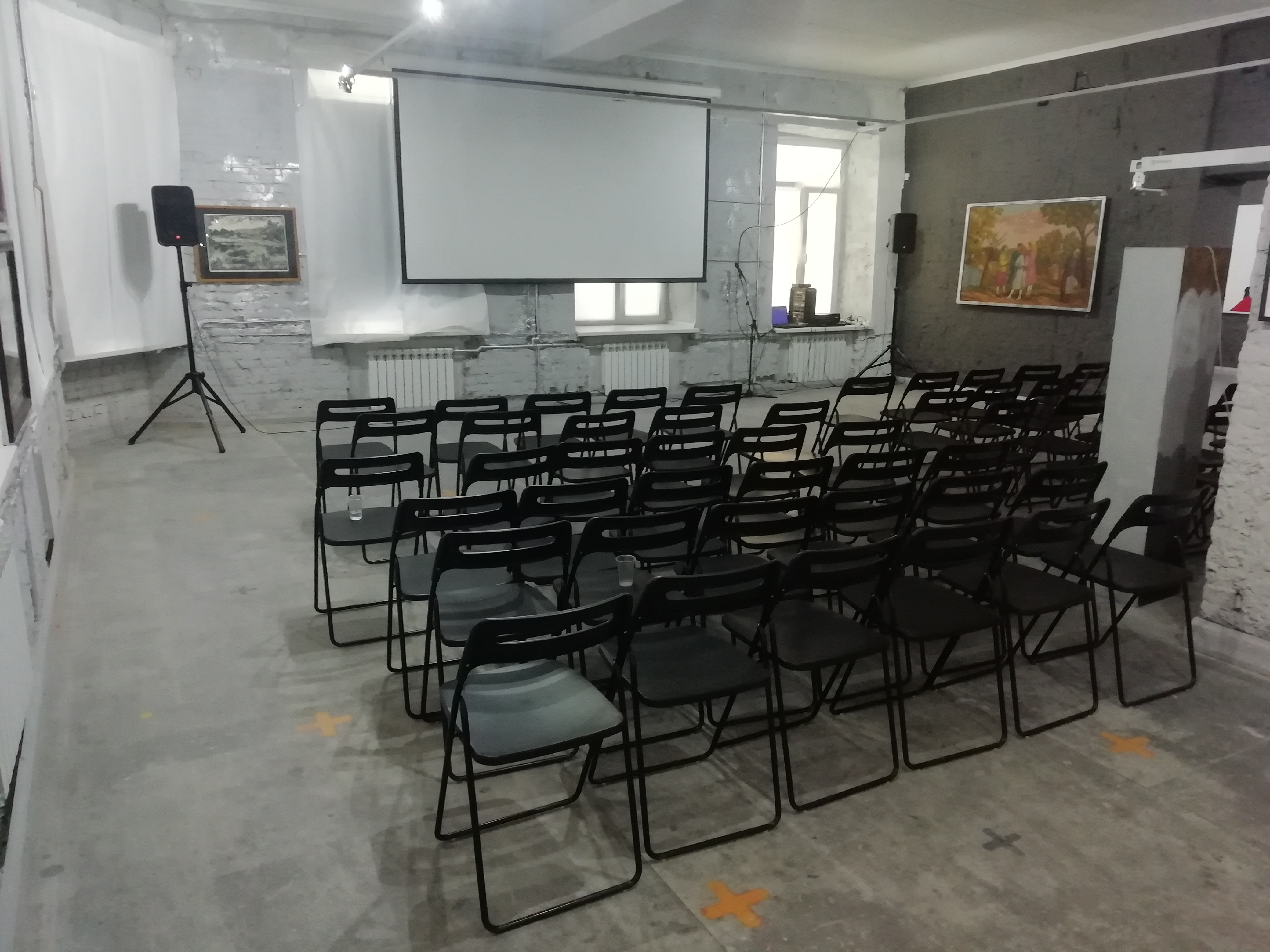
Главный зал

Галерея находится на втором этаже старинного здания на пешеходной улице: Соборный переулок. Имеет три помещения: большое, малое и мастерскую. В главном зале галереи, кроме выставки картин, проводятся презентации, а также музыкальные и поэтические мероприятия — для этого оно оснащено необходимой техникой. Малый зал используется только для экспозиций.
Часы работы: среда-воскресенье — с 12:00 до 21:00, понедельник-вторник — выходной.

## Известные выставки и проекты
- 2022 — «Брошенные хутора», Анатолий Ковалёв.[10]
- 2021 — «Руками не трогать», Лера Нибиру и Иван Горшков.[11][12][13]
- 2021 — «Частная жизнь изображений», Алексей Яковлев.[14][15][16][17][18]
- 2021 — Стрит-арт проект «Ничего страшного».[7][8][9][19]
- 2021 — «2020 через Ростов», Юрий Бессмертный.[20][21]
- 2020 — «1999». Слава ПТРК и группа «Самое Большое Простое Число».[22]
- 2020 — Лекция Авдея Тер-Оганьяна «Как понимать современное искусство».[23][24]
- 2019 — «Ростов. Труд. Время» (групповая выставка).[25]
- 2019 — «Юрий Палайчев».[26]
- 2019 — «Катины комнаты», Вася Хорст.[27][28][29]
- 2018 — Презентация CD/DVD «Пекин Роу-Роу».[2][30][31][32]
- 2018 — «Счастье — просто — жить» (Л. Губарева-Муха, Н. Дурицкая, А. Савеленко и др.).[33]
- 2018 — «Ростов-на-Дону. Улицы, дома, воспоминания» (групповая выставка).[1][2]